# ليندا سانت كلير
ليندا سانت كلير (بالإنجليزية: Linda St. Clair)‏ هي رسامة أمريكية، ولدت في 8 مارس 1952 في فرانكلين في الولايات المتحدة.

## وصلات خارجية
- الموقع الرسمي